# Du Bois
Du Bois es una villa ubicada en el condado de Washington en el estado estadounidense de Illinois. En el Censo de 2010 tenía una población de 205 habitantes y una densidad poblacional de 73,77 personas por km².

## Geografía
Du Bois se encuentra ubicada en las coordenadas 38°13′17″N 89°12′46″O / 38.22139, -89.21278. Según la Oficina del Censo de los Estados Unidos, Du Bois tiene una superficie total de 2.78 km², de la cual 2.78 km² corresponden a tierra firme y (0%) 0 km² es agua.

## Demografía
Según el censo de 2010, había 205 personas residiendo en Du Bois. La densidad de población era de 73,77 hab./km². De los 205 habitantes, Du Bois estaba compuesto por el 97.56% blancos, el 0.98% eran afroamericanos, el 0% eran amerindios, el 0% eran asiáticos, el 0% eran isleños del Pacífico, el 0.49% eran de otras razas y el 0.98% pertenecían a dos o más razas. Del total de la población el 1.95% eran hispanos o latinos de cualquier raza.